# Belleville Bulls
Belleville Bulls byl kanadský juniorský klub ledního hokeje, který sídlil v Bellevillu v provincii Ontario. V letech 1981–2015 působil v juniorské soutěži Ontario Hockey League (dříve Ontario Hockey Association). V roce 2015 byli Bulls přestěhování do Hamiltonu v Ontariu. Své domácí zápasy odehrával v hale Yardmen Arena s kapacitou 4 400 diváků. Klubové barvy byly černá, červená, zlatá a bílá.
Nejznámější hráči, kteří prošli týmem byly např.: Radim Bičánek, Marty McSorley, Branislav Mezei nebo Jason Spezza.

## Úspěchy
- Vítěz OHL ( 1× )
  - 1998/99

## Přehled ligové účasti
Zdroj: 
- 1981–1994: Ontario Hockey League (Leydenova divize)
- 1994–2015: Ontario Hockey League (Východní divize)